# Orlik malajski
Orlik malajski (Ictinaetus malaiensis) – gatunek dużego ptaka z rodziny jastrzębiowatych (Accipitridae). Jest jedynym przedstawicielem rodzaju Ictinaetus.

## Zasięg występowania
Orlik malajski występuje w zależności od podgatunku:
- I. malaiensis perniger – północne i południowe Indie, Nepal, Bhutan, Sri Lanka.
- I. malaiensis malaiensis – Mjanma do południowych Chin, południowo-wschodniej Azji i Indonezji.

## Morfologia
Jest bardzo dużym drapieżnikiem. Długość ciała 65–80 cm; masa ciała 1000–1600 g; rozpiętość skrzydeł 148–182 cm. Czarna barwa upierzenia tego ptaka sprawia, że jest łatwo rozpoznawalny. Dziób mocny, haczykowato zagięty. Skrzydła tworzą w locie literę „V”. To odróżnia go od występującego na tym samym terenie wojownika indyjskiego.

## Zachowanie
Orlik malajski żywi się ssakami oraz ptakami i ich jajami. Znany jest ze swego powolnego lotu, ponad baldachimami drzew. Zagięte, szeroko rozstawione pazury pozwalają mu wybierać jaja lub pisklęta z gniazd i unosić je. Jego naturalnym środowiskiem są góry i lesisty teren.

## Status
Międzynarodowa Unia Ochrony Przyrody (IUCN) uznaje orlika malajskiego za gatunek najmniejszej troski (LC – least concern) nieprzerwanie od 1988 roku. Trend liczebności populacji uznaje się za spadkowy.